# Antiporto di Camollia
L'Antiporto di Camollia est l'une des anciennes portes des remparts de la ville de Sienne qui enserrent le centre historique de la ville. 
Elle est l'aboutissement, vers le centre historique, de la  via Vittorio Emanuele II.

## Histoire
Elle fut construite en 1270  pour renforcer la Porta Camollia, accès Nord de la ville, et elle garde des traces de sa décoration peinte :
L'initiale Assunzione della Vergine, dans le style de Simone Martini, fut remplacée par un travail d'Alessandro Casolani (1585-1589), suivi d'interventions de la fin du XVIIe siècle par Antonio Annibale Nasini (1685) et de son frère Giuseppe Nicola Nasini (1699). 
Ce sont les bombardements alliés de 1944  qui mirent au jour les traces de peintures de Alessandro Casolani.